# Jean Patricot
Pour les articles homonymes, voir Patricot.
Jean Patricot né à Lyon le 11 mars 1865 et mort à Paris le 10 mars 1928 est un peintre et graveur français.

## Biographie

### Les années de jeunesse
François Auguste Jean Patricot est le fils de Pierre Patricot, tisseur de soie, et de Marie-Euphrosine Gely, mariés le 27 mai 1862 à Taulignan (Drôme). En 1878 il est apprenti chez Aimé Grinand, dessinateur lithographe à Lyon, et entre à l'École des beaux-arts de cette ville, dans la section gravure. En 1883, il obtient une bourse qui lui permet de s'installer à Paris pour suivre les cours de l'École des beaux-arts de Paris. Il travaille alors dans l'atelier de Louis-Pierre Henriquel-Dupont pour la gravure et ceux d'Alexandre Cabanel puis de Léon Bonnat pour la peinture. En 1886, il remporte le premier grand prix de Rome en gravure pour son Académie masculine. Il se rend alors à Rome où il séjournera quatre ans, et où il rencontrera de nombreux artistes comme les graveurs Émile Jean Sulpis, Frédéric de Vernon, les peintres Henri Pinta, Henri-Camille Danger, etc.
Au cours d'un séjour à Florence, Jean Patricot fait la connaissance d'une jeune américaine, Harriet Buford, qu'il épousera le 2 avril 1891 à l'église Saint-Joseph, à Greenwich près de Londres. Au cours de cette même année 1891, le couple rentre en France et s'installe à Neuilly-sur-Seine. Ils auront deux filles, Jeanne et Hélène Patricot ; cette dernière mariée avec Michel Alapetite aura également une fille, Régine Escallier-Alapetite, qui écrira un livre sur son grand-père.

### La maturité
Jean Patricot se fait de nombreuses relations dans le milieu artistique, notamment avec le critique d'art Roger Marx, et Charles Ephrussi, directeur de la Gazette des beaux-arts. Il effectue avec sa femme et sa fille un premier voyage aux États-Unis chez sa belle-famille en 1893. Ce voyage sera écourté par la mort de sa mère survenue à la fin de cette année. Au début de sa carrière il effectue essentiellement des gravures au burin. En 1895, il expose au Salon des artistes français Judith d'après Sandro Botticelli et La Mort d'Orphée d'après Émile Lévy. En 1898 il expose le panneau central de La Procession des rois mages d'après la fresque de Benozzo Gozzoli. Il réalise de nombreuses autres gravures : La Vision d'Ézéchiel, la Vierge au rosier d'après Filippino Lippi, Médée et Jason d'après Gustave Moreau, etc.
En butte à des problèmes de vue, Jean Patricot est obligé d'abandonner progressivement la gravure qui nécessite une bonne acuité visuelle pour se consacrer uniquement à la peinture. Par arrêté préfectoral du 17 juillet 1902 il est nommé conservateur du musée de la ville de Montélimar. À la même époque, il peint le portrait de Mme Émile Loubet[réf. nécessaire], épouse du président de la République. En 1903, il peint le portrait d'un ami sculpteur, Charles Drouet, qui sera exposé au Salon de 1904 sous le nom de L'Homme en blanc (Paris, musée d'Orsay).

### La célébrité
Au début de l'année 1926, Jean Patricot obtient du ministère des Beaux-Arts la commande de deux portraits de militaires : le général Marchand et le général Michel Joseph Maunoury. Il commence alors une carrière de peintre officiel : après l'armistice de 1918, il reçoit de l'État les commandes des portraits de plusieurs maréchaux : Ferdinand Foch, Philippe Pétain, Louis Franchet d'Espèrey, Marie Émile Fayolle et Hubert Lyautey. À cette époque on lui donne le titre de « peintre des maréchaux ». Pour exécuter celui du maréchal Lyautey, Patricot se rend au Maroc où il réalise également celui de Youssef Ben Hassan, sultan du Maroc. Les portraits de ces maréchaux ont été conservés à Versailles au musée de l'Histoire de France, à l'exception de celui du maréchal Pétain détruit à la Libération.
Après son retour en France il continue à peindre divers portraits, entre autres ceux de Jeanne Paquin fondatrice d'une célèbre maison de haute-couture, de son ami le peintre Paul Steck, du colonel Parfait-Louis Monteil, et de Mme Escoffier épouse du député de la Drôme.

### Les derniers jours
Alors qu'il est en pleine activité, sa santé s'altère brusquement au cours de l'automne 1927 et il doit être opéré d'urgence. Il meurt à Paris au cours d'une deuxième intervention chirurgicale le 10 mars 1928. Une cérémonie religieuse a lieu le 13 mars 1928 à l'église Notre-Dame-de-Grâce-de-Passy au cours de laquelle le peintre Paul Chabas, membre de l'Institut et président de la Société des artistes français, prononce l'éloge funèbre. Il est enterré au cimetière de Taulignan.

## Récompenses et distinctions
- Prix de Rome en gravure de 1886.
- Prix Ary Scheffer en 1913 pour une gravure en taille douce.
- Par décret du 2 janvier 1904, Jean Patricot est promu officier de la Légion d'honneur[7]. La décoration lui est remise le 22 janvier 1904 par le président de la République Émile Loubet.

## Collections publiques
- Nantes, musée des Beaux-Arts : Portrait de Madame de Senonnes, d'après Jean-Auguste-Dominique Ingres, burin[8].
- Paris :
  - département des arts graphiques du musée du Louvre : Portrait de fillette lisant, 1894, fusain, 46,7 × 37,4 cm[9].
  - musée d'Orsay : L'Homme en blanc, 1904, huile sur toile, 125 × 110 cm. Portrait du sculpteur Charles Drouet[4],[10].
- Taulignan, église Saint-Vincent : Ange adorateur, d'après Benozzo Gozzoli, huile sur toile, 155 × 106 cm[11].
- Troyes, musée des Beaux-Arts :
  - Au cap d'Antibes, 1901, eau-forte, 20,5 × 28 cm[12] ;
  - Portrait de Georges Perrot de l'Institut, eau-forte, 31,5 × 21,5 cm[13].
- Versailles, musée de l'Histoire de France :
  - Fayolle, maréchal de France (1852-1928), 1925, huile sur toile, 131 × 98 cm[14] ;
  - Ferdinand Foch, maréchal de France, de Grande-Bretagne et de Pologne (1851-1929), 1920, huile sur toile, 130 × 97 cm[15] ;
  - Franchet d'Espèrey, maréchal de France (1856-1942), 1923, huile sur toile, 195 × 130 cm[16].

Gravures de Jean Patricot
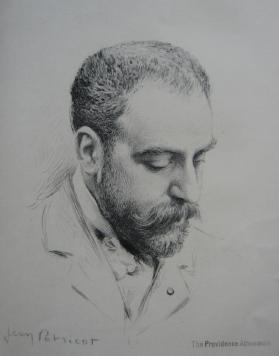
Portrait de Charles Ephrussi (1905), pointe-sèche.
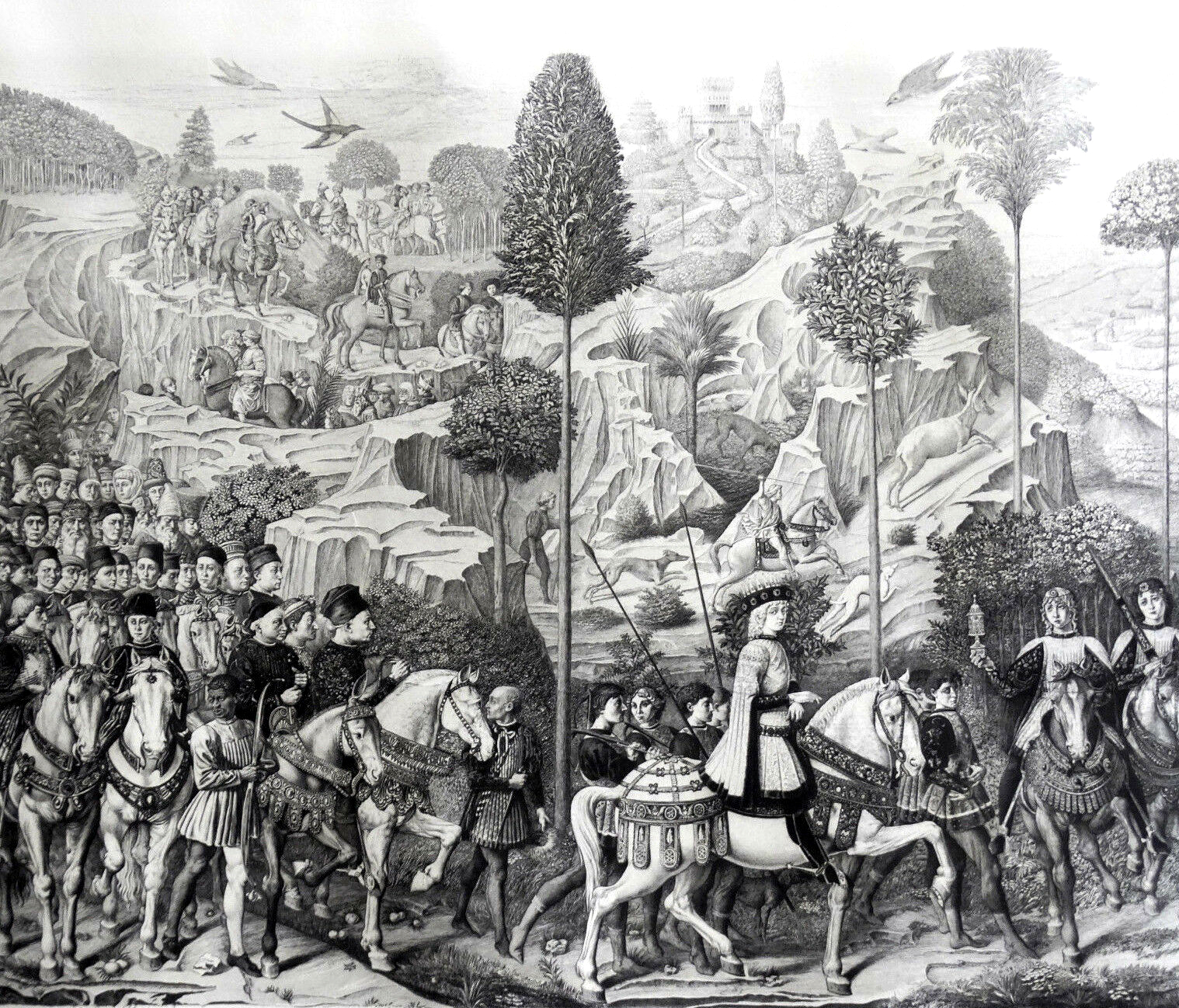
Procession des rois mages, d'après Benozzo Gozzoli.
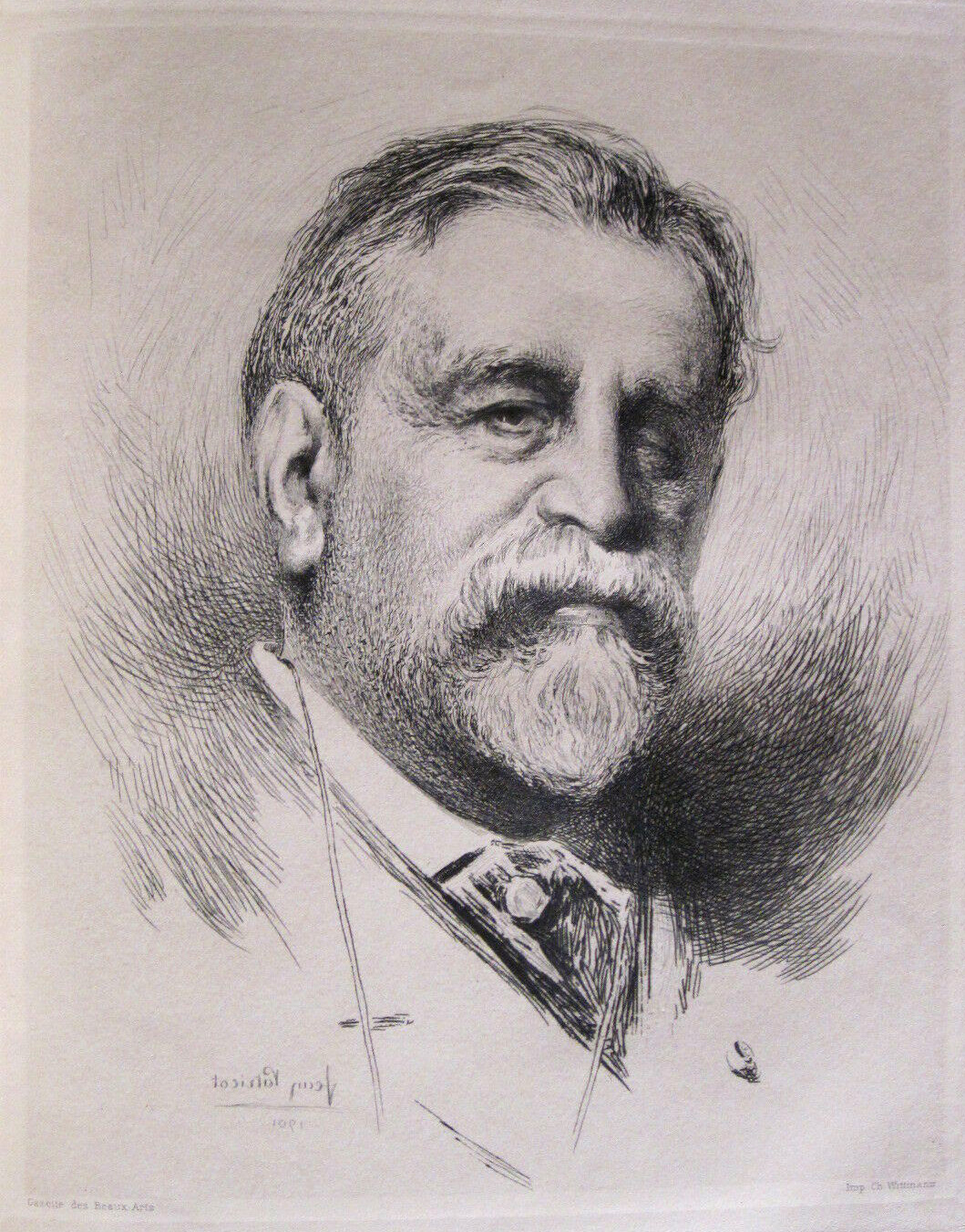
Portrait de Georges Perrot, Montélimar, musée de la Miniature.

Peintures de Jean Patricot
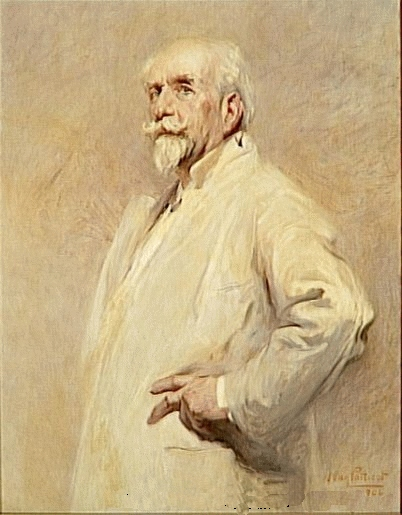
L'Homme en blanc (1904), Paris, musée d'Orsay.
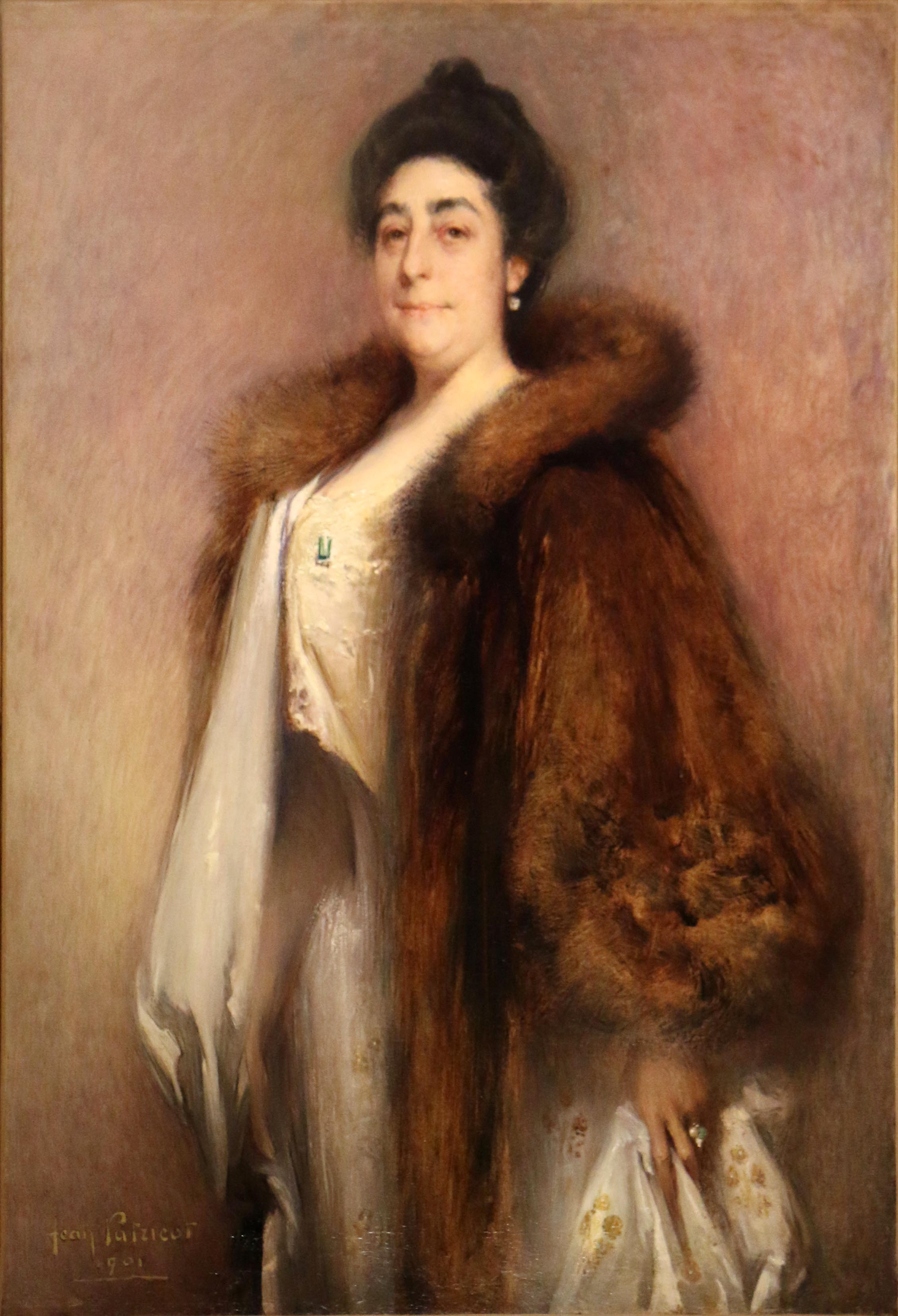
Portrait de Mme Loubet, collection particulière, Montélimar, musée de la Miniature.
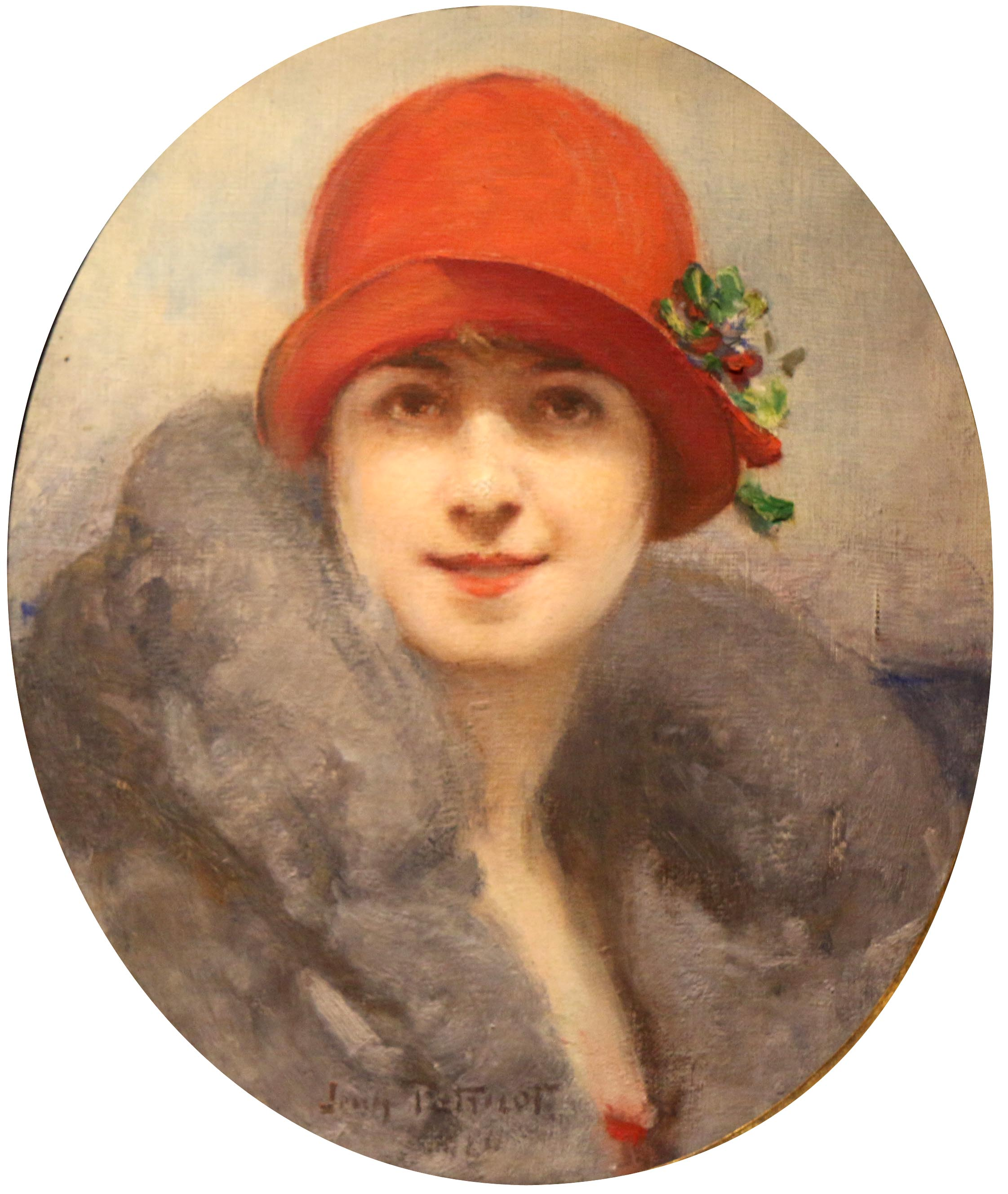
Dame au chapeau rouge, Avignon, musée Louis Vouland.
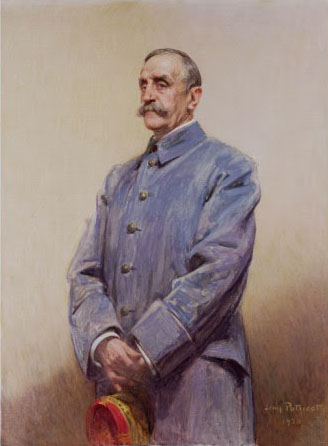
Le Maréchal Foch (1920), Versailles, musée de l'Histoire de France.
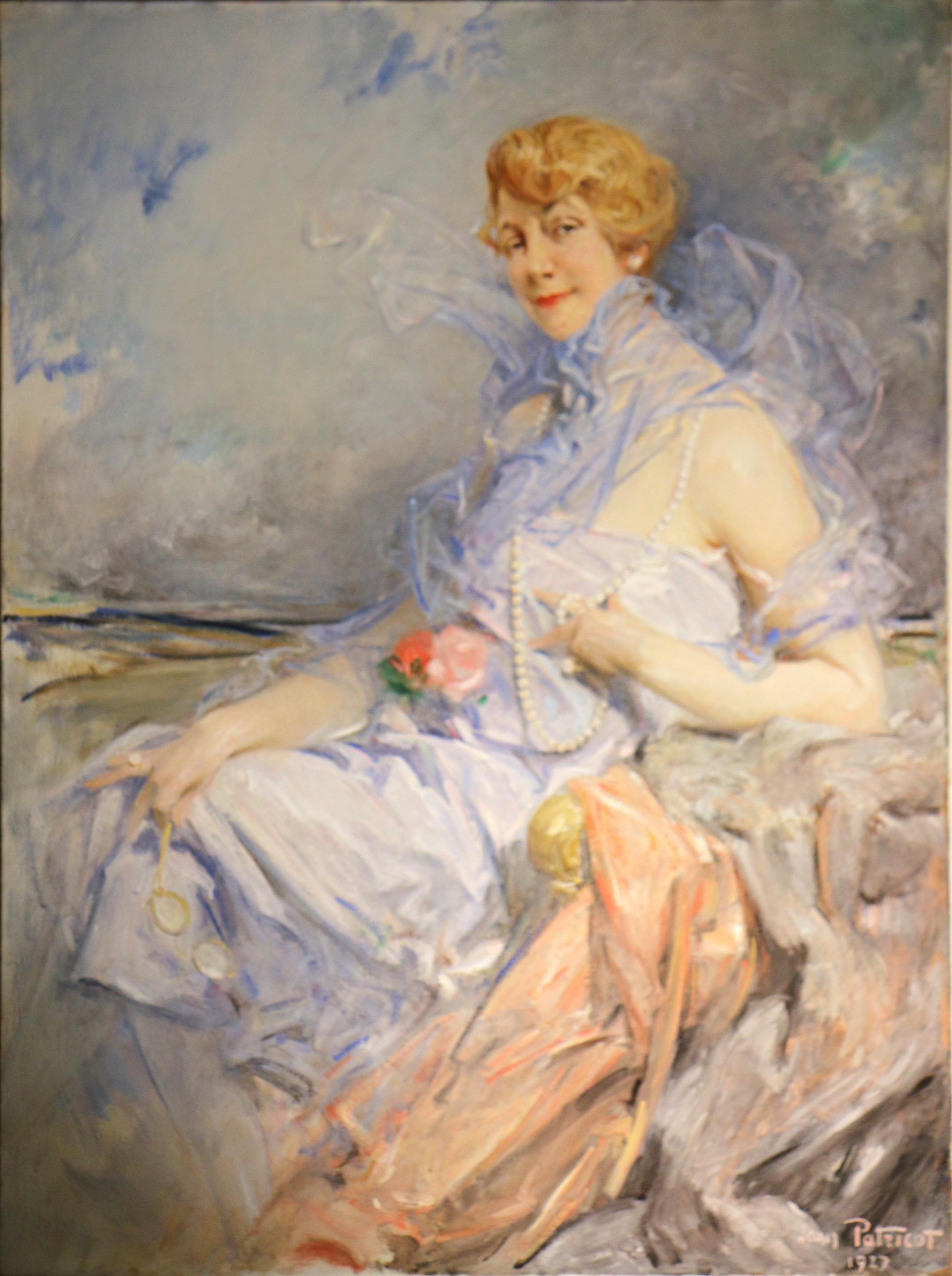
Portrait de Mme Monteil (1927), Montélimar, musée de la Miniature.

## Élèves
- Marguerite Allar
- Henry Cheffer